# فيليكس ريكاردو توريس
فيليكس ريكاردو توريس (بالإسبانية: Félix Torres)‏ (28 أبريل 1962 بأسونسيون في باراغواي - ) هو مدرب كرة قدم ولاعب كرة قدم باراغواياني في مركز الهجوم. شارك مع منتخب باراغواي لكرة القدم. أما مع النوادي، فقد لعب مع أوليمبيا أسونسيون وإستوديانتيس دي لا بلاتا وتايجرز أونال ونادي إيركوليس ونادي راسينغ وناسيونال أسونسيون وناسيونال ماديرا وأتليتكو بلاتينسي ‏ وديبورتيفو مورون ‏ وLorca Deportiva CF ‏ وتكستيل منديتش ‏ ونادي سول دي أميريكا ولاسيرينا وCF Lorca Deportiva (1969) ‏.

## وصلات خارجية
- فيليكس ريكاردو توريس على موقع الاتحاد الدولي (مؤرشف)  (الإنجليزية)
- فيليكس ريكاردو توريس على موقع قاعدة بيانات كرة القدم.إي يو (الإنجليزية)
- فيليكس ريكاردو توريس على موقع ناشيونال فوتبول تيمز (الإنجليزية)